# Pendleburyella eremita
Pendleburyella eremita — вид прямокрилих комах родини цвіркунів (Gryllidae). Описаний у 2024 році.

## Поширення
Ендемік Малайзії. Виявлений у лісовому заповіднику Букіт-Гампуан у штаті Сабах на півночі острова Калімантан.